# Phil Ivey
Phillip Dennis Ivey Jr (Riverside, 1 de febrero de 1977) es un jugador profesional de póquer estadounidense que ha ganado once pulseras de la Serie Mundial de Póquer, un título del World Poker Tour y ha participado en nueve mesas finales del World Poker Tour. Ivey fue durante un tiempo considerado por numerosos observadores de póker y contemporáneos como el mejor jugador del mundo. En 2017 fue nominado y posteriormente seleccionado para ingresar en el Poker Hall of Fame.
No obstante, en octubre del 2017, el Tribunal Supremo del Reino Unido dictaminó que el uso de técnicas de clasificación denominadas edge sorting (técnica para reconocer cartas mediante la impresión del reverso, es decir, por el diseño o patrón único en cada carta) por parte de Ivey durante una serie de partidas de Punto Banco en el casino Crockfords de Londres en 2012, constituía un engaño digno de penalización. Ivey perdió un par de litigios legales, al demostrarse (y declarar posteriormente) que había aplicado la técnica edge sorting, y aun cuando sus abogados mencionaron que era una técnica legítima, luego presentó varias apelaciones en la Corte.

## Vida personal
Ivey nació en Riverside, California, y se mudó a Roselle, Nueva Jersey, cuando tenía tres meses de edad. Se graduó de Old Bridge High School, ubicada en el municipio de Old Bridge, Nueva Jersey.
Ivey reside en Las Vegas. En diciembre de 2009, Ivey y su entonces esposa, Luciaetta, presentaron una solicitud conjunta de divorcio tras siete años de matrimonio. El divorcio fue concedido el 29 de diciembre de 2009. En 2018, Phil Ivey vendió un condominio en Summerlin, Las Vegas, por 1,35 millones de dólares, tras haber estado listado por poco más de un año.